# Sciaphila corniculata
Sciaphila corniculata är en enhjärtbladig växtart som beskrevs av Odoardo Beccari. Sciaphila corniculata ingår i släktet Sciaphila och familjen Triuridaceae. Inga underarter finns listade.